# Дерментлі Федір Семенович
Федір Семенович Дерментлі (20 березня 1937, село Каракурт, Румунія, нині Болградський район, Одеська область, Україна — 6 травня 2013) — український промисловець, економіст, керівник «Харцизького трубного заводу» з 1986 по 2013 рік, кандидат економічних наук, повний кавалер ордена «За заслуги», кавалер ордена князя Ярослава Мудрого V ступеня, почесний громадянин міста Харцизька.

## Життєпис
Народився в селі Каракурт нині Болградського району, в родині вихідців з Албанії.
Випускник Українського заочного політехнічного інституту 1966 року за фахом «Обладнання і технологія зварювального виробництва», отримав кваліфікацію інженера-механіка.
У 2002 році закінчив Донецьку державну академію управління за фахом «Фінанси», отримавши кваліфікацію економіста.
На Харцизькому трубному заводі почав працювати із серпня 1956 року. Спочатку перебував на посаді помічника майстра в трубозварювальному цеху. З тих пір працював на цьому підприємстві до самої смерті.
З зрудня 1986 року обійняв посаду директора Харцизького трубного заводу. З березня 1993 року — генеральний директор заводу.
З грудня 1994 року в зв'язку з перетворенням заводу у відкрите акціонерне товариство призначений головою Правління — президентом ВАТ «Харцизький трубний завод».
Завдяки вмілому керівництву підприємством стабілізував виробництво заводу у період кризових явищ в економіці України після розпаду СРСР.
Помер 6 травня 2013 року. Похований в Харцизьку.

## Наукова діяльність
До сфери наукових інтересів Федора Дерментлі належить питання формування та оцінювання ефективності інтегрованих корпоративних структур у промисловості.
Має патенти:
- Установка локальної термомеханічної обробки зварних з'єднань труб
- Стан для зварювання поздовжніх швів труб кінцевої довжини Стан для зварювання поздовжніх швів труб кінцевої довжини
- Машина для контактного стикового зварювання труб великого діаметра Машина для контактного стикового зварювання труб великого діаметра
- Пристрій для транспортування труб Пристрій для транспортування труб
- Стан для складання і зварювання прямошовних труб Стан для складання і зварювання прямошовних труб.

### Праці
- Организационно-правовые вопросы создания транснациональных корпоративных объединений в трубной промышленности Украины // Менеджер. 2001. № 2(14)
- Методический подход к оценке эффективности транснациональной корпорации // Модели упр. в рыноч. экономике. 2003. Т. 2
- Харцызский трубный завод в интегрированном процессе производства труб // Прометей: Регіон. зб. наук. праць з економіки. 2003. № 3(12)

## Краєзнавча діяльність
Автор книги з історії рідного села, виданої у 2003 році російською мовою та перекладеної албанською мовою (Дерментли Ф. Перелистывая страницы памяти. Донецк: Новая печать, 2003. 246 с.).

## Нагороди
- Ювілейна медаль «За доблесну працю» (1970)
- Орден «Знак Пошани» (1976)
- Медаль «Ветеран праці» (1983)
- «Почесний громадянин міста Харцизька» (1997)
- Орден «За заслуги» I ступеня (1998)
- Орден «За заслуги» II ступеня (1999)
- Орден «За заслуги» III ступеня (2004)
- Орден князя Ярослава Мудрого V ступеня (2007)